# Megastachya
Megastachya és un gènere de plantes de la subfamília centotecòidia, família de les poàcies. És originari de Sud-àfrica.
El gènere fou descrit per Ambroise Marie François Joseph Palisot de Beauvois i publicat a Essai d'une Nouvelle Agrostographie 74, 167. 1812.

## Espècies seleccionades
Llista d'espècies a PPP:
| - Megastachya abyssinica - Megastachya acutiflora - Megastachya amabilis - Megastachya amoena - Megastachya aturensis - Megastachya berteroniana - Megastachya bipennata - Megastachya boryana - Megastachya brasiliensis - Megastachya breviflora - Megastachya brizoides - Megastachya canadensis - Megastachya ciliaris - Megastachya ciliata - Megastachya condensata - Megastachya corymbifera - Megastachya cuspidata - Megastachya cylindrica - Megastachya elongata - Megastachya eragrostis | - Megastachya fasciculata - Megastachya glomerata - Megastachya gouini - Megastachya hypnoides - Megastachya infirma - Megastachya leersioides - Megastachya madagascariensis - Megastachya maxima - Megastachya maypurensis - Megastachya montufari - Megastachya mucronata - Megastachya multiflora - Megastachya nigricans - Megastachya oblonga - Megastachya obtusa - Megastachya olmedi - Megastachya oxylepis - Megastachya oxylepis var. capitata - Megastachya panamensis - Megastachya panicoides | - Megastachya papposa - Megastachya pastoensis - Megastachya patula - Megastachya polymorpha - Megastachya prostrata - Megastachya pulchella - Megastachya purpurascens - Megastachya reptans - Megastachya rigida - Megastachya rupestris - Megastachya simpliciflora - Megastachya spectabilis - Megastachya swainsonii - Megastachya tenax - Megastachya tenella - Megastachya thalassica - Megastachya triticea - Megastachya uninervia - Megastachya unioloides |